# Castello di Rosenborg
Il Castello di Rosenborg (in danese Rosenborg Slot) è un edificio rinascimentale situato al centro di Copenaghen.
Antica residenza reale oggi è sede delle Danske Kongers Kronologiske Samling, Museo della Collezione Reale Danese.

## Storia e descrizione

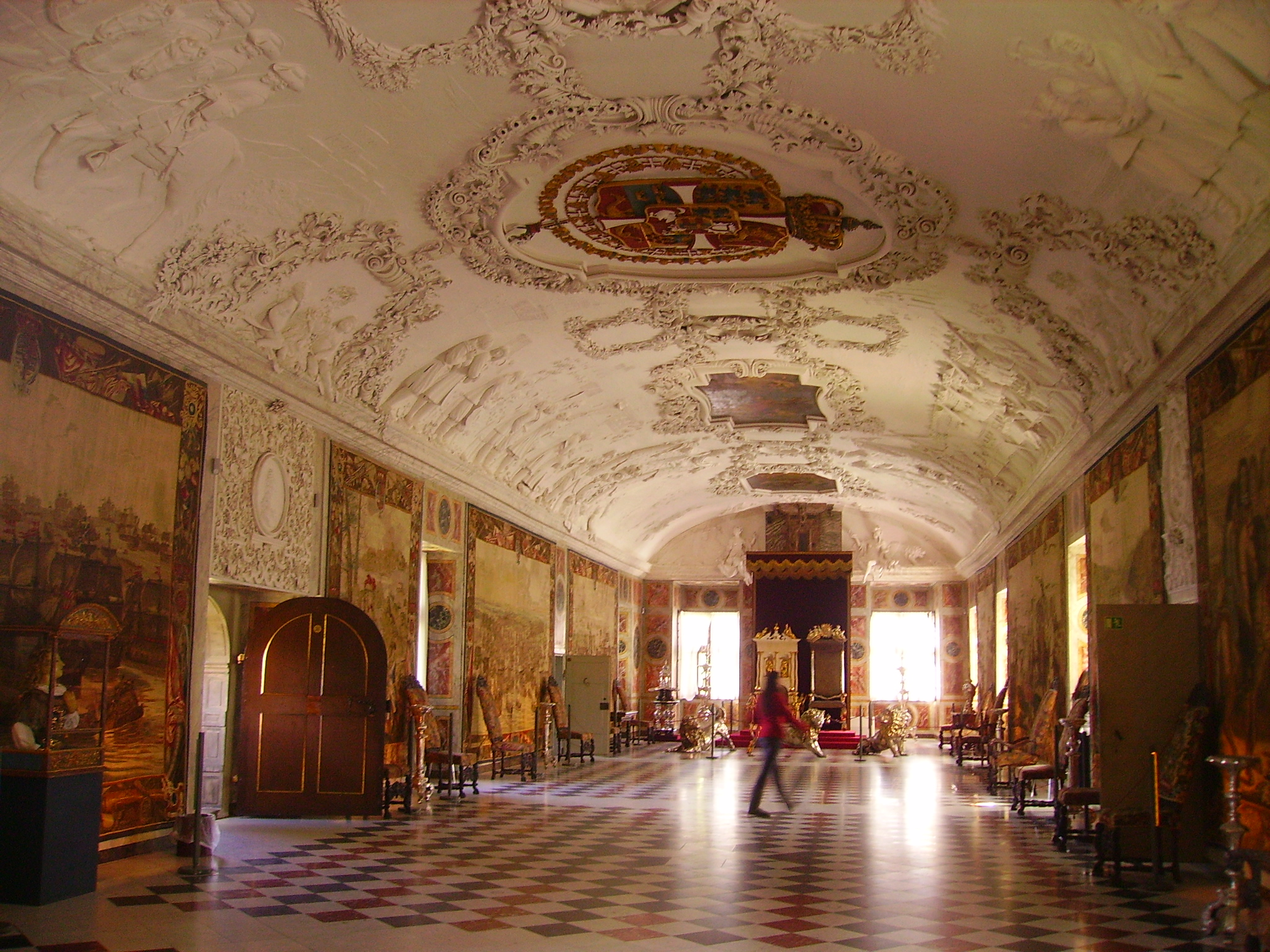
La Sala dei Cavalieri.

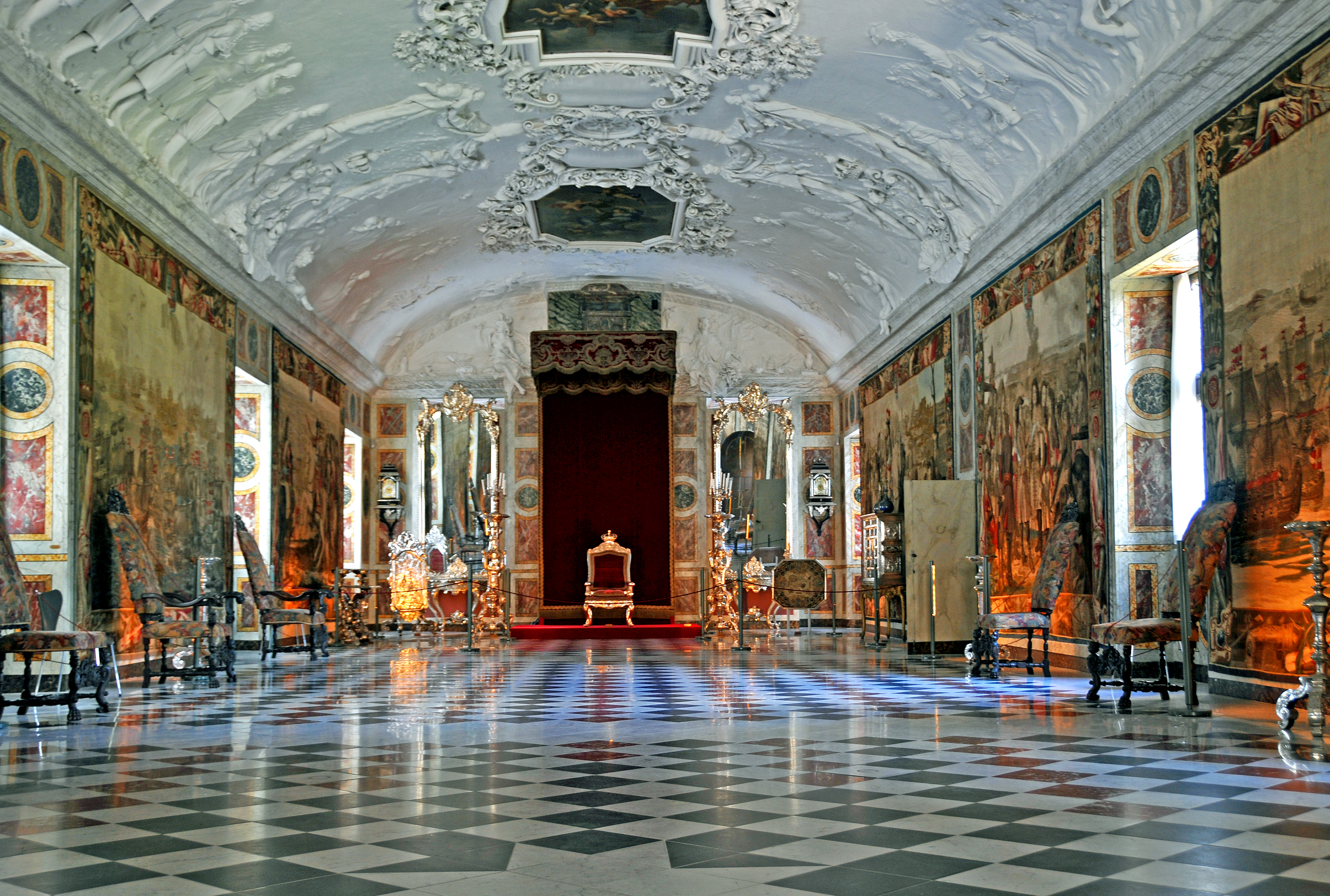
La Sala dei Cavalieri.

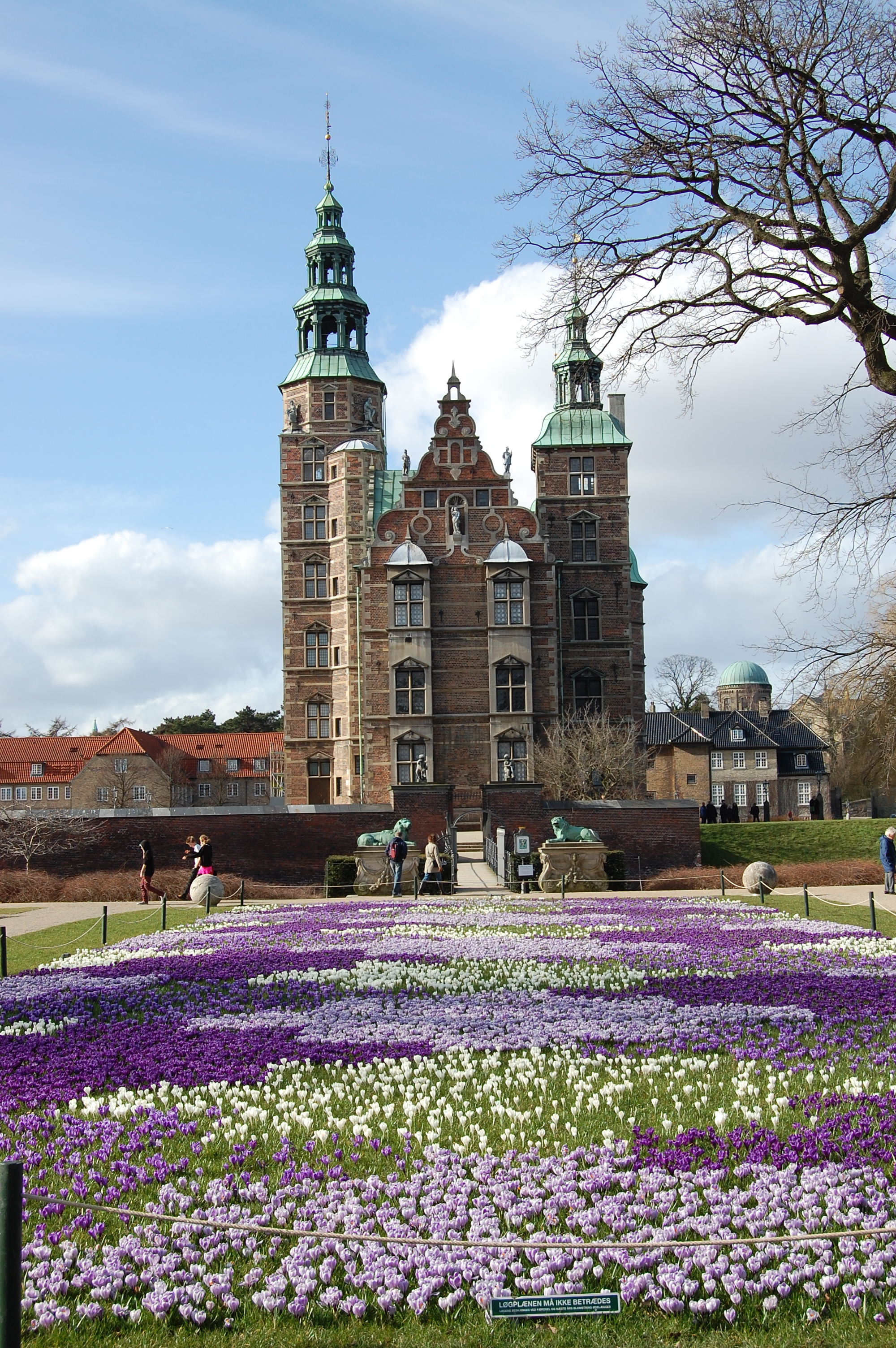
Veduta del castello in primavera con la celebre fioritura di Crochi.

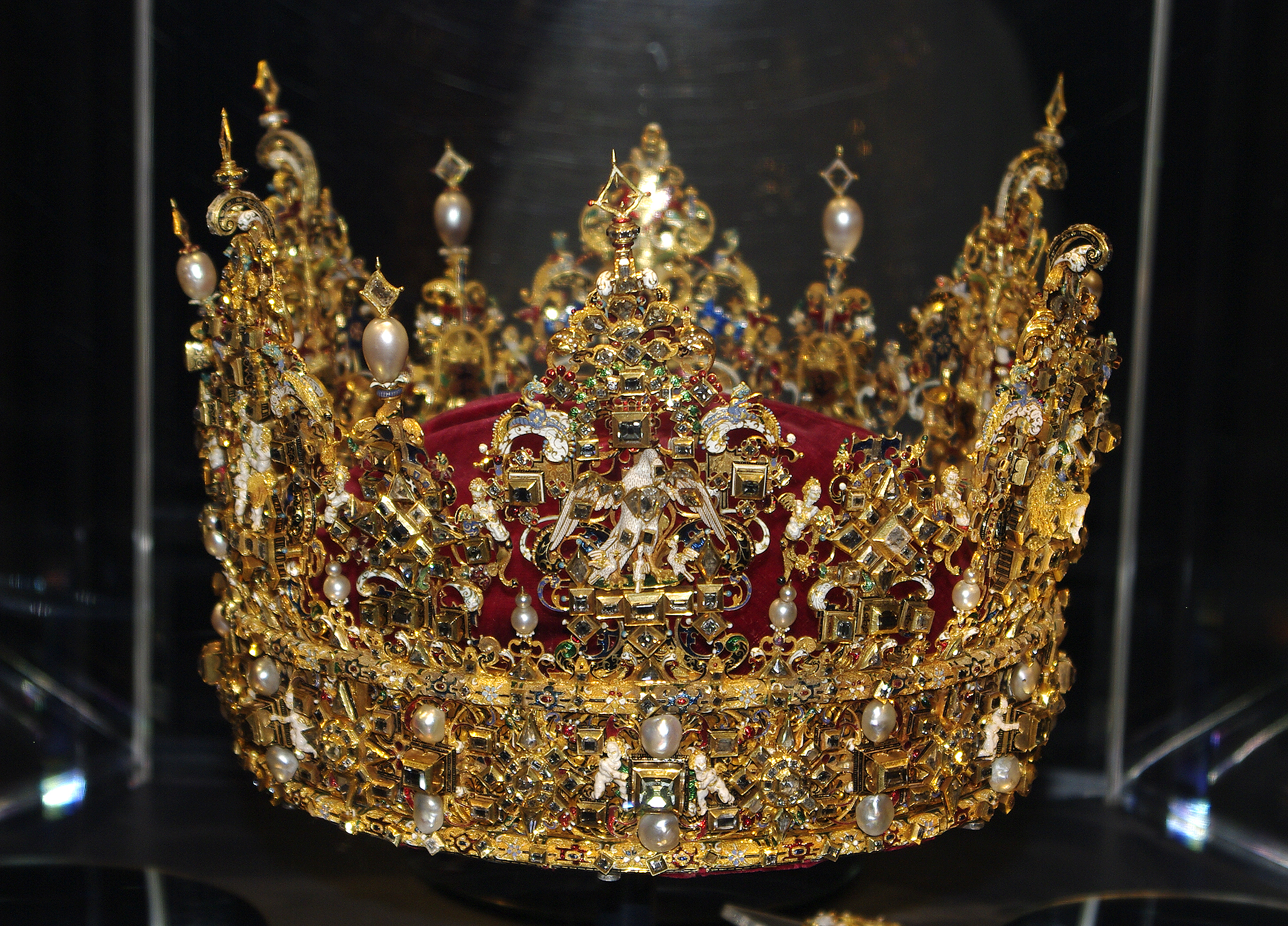
La corona di Cristiano IV, 1596.

Il castello fu costruito come residenza reale per volere del re Cristiano IV di Danimarca. Il cantiere inizia nel 1606 con l'architetto reale Bertel Lange, in seguito modificato dal suo successore Hans van Steenwinckel il Giovane il castello viene ampliato diverse volte in diciotto anni. Infatti, gli ultimi lavori avvennero nel 1624. Il castello è stato residenza della famiglia reale fino al 1720.
Dopo il regno di Federico IV di Danimarca, il castello venne usato come dimora di una famiglia reale solo in altre due occasioni, entrambe di emergenza straordinaria. La prima volta fu nel 1794 quando il palazzo di Christiansborg s'incendiò, e la seconda durante la Battaglia di Copenaghen del 1801.

### Sala dei Cavalieri
Al terzo piano del castello si trova la Sala dei Cavalieri, completata nel 1624. Originariamente serviva come Salone da ballo, ma intorno al 1700 venne usata per i ricevimenti reali, come sala da banchetti. Solo nella metà dell'800 assunse il nome odierno quando divenne Sala del Trono.
Alle pareti pendono dodici arazzi di Gobelins, voluti da Cristiano V, che raffigurano le Vittorie reali nella Guerra di Scania. La volte a botte del soffitto venne rivestita di stucchi nel '600 e mostra gli stemmi della Casa reale danese, dell'Ordine dell'Elefante e dell'Ordine del Dannebrog, oltre che vicende del regno di Cristiano IV.

## Collezioni Reali Danesi
Il castello è aperto al pubblico e ospita les Danske Kongers Kronologiske Samling, il Museo delle Collezioni Reali Danesi, una raccolta di manufatti artistici, pitture e arazzi che illustrano la cultura e l'arte dei re danesi dal XVII al XIX secolo. Fu aperto nel 1838 e ora è di proprietà dello stato danese.
Particolarmente il castello accoglie i preziosi Gioielli della Corona danese, il tappeto persiano delle incoronazioni, e il trono reale.
Generalmente, ogni anno arrivano 2,5 milioni di visitatori da tutto il mondo per la visita al castello.

## Giardini
Il castello sorge al centro dei bei giardini rinascimentali, i più antichi giardini reali di Danimarca. Vennero creati per volere di Cristiano IV secondo lo schema del giardino all'italiana. Oggi in parte trasformati in parco all'inglese, sono aperti in estate e rappresentano una vera attrattiva. 
Sono divenuti celebri per la fioritura primaverile di Crochi, che disposti a disegni geometrici, formano un caratteristico tappeto di colori.

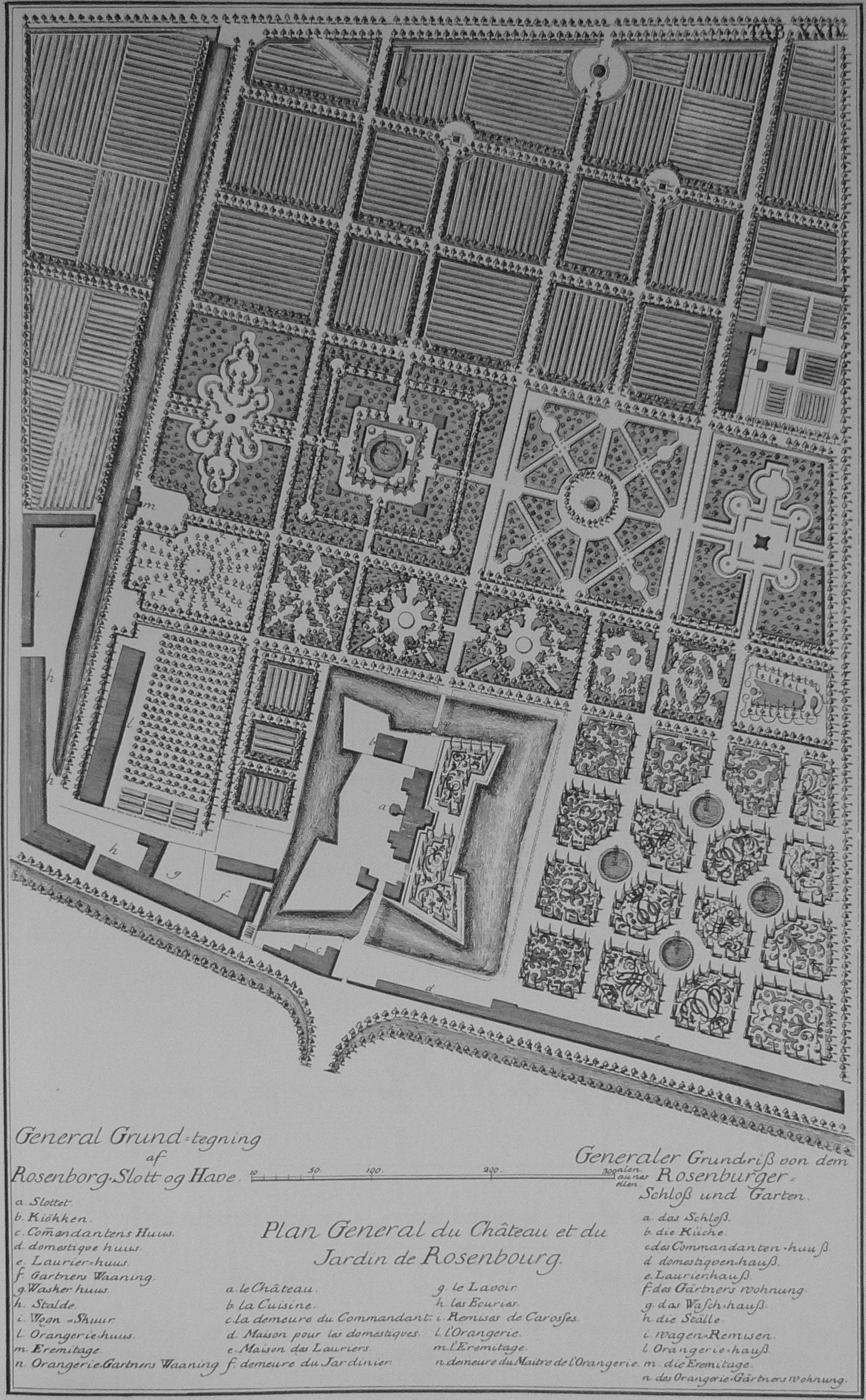
Il disegno dei giardini rinascimentali
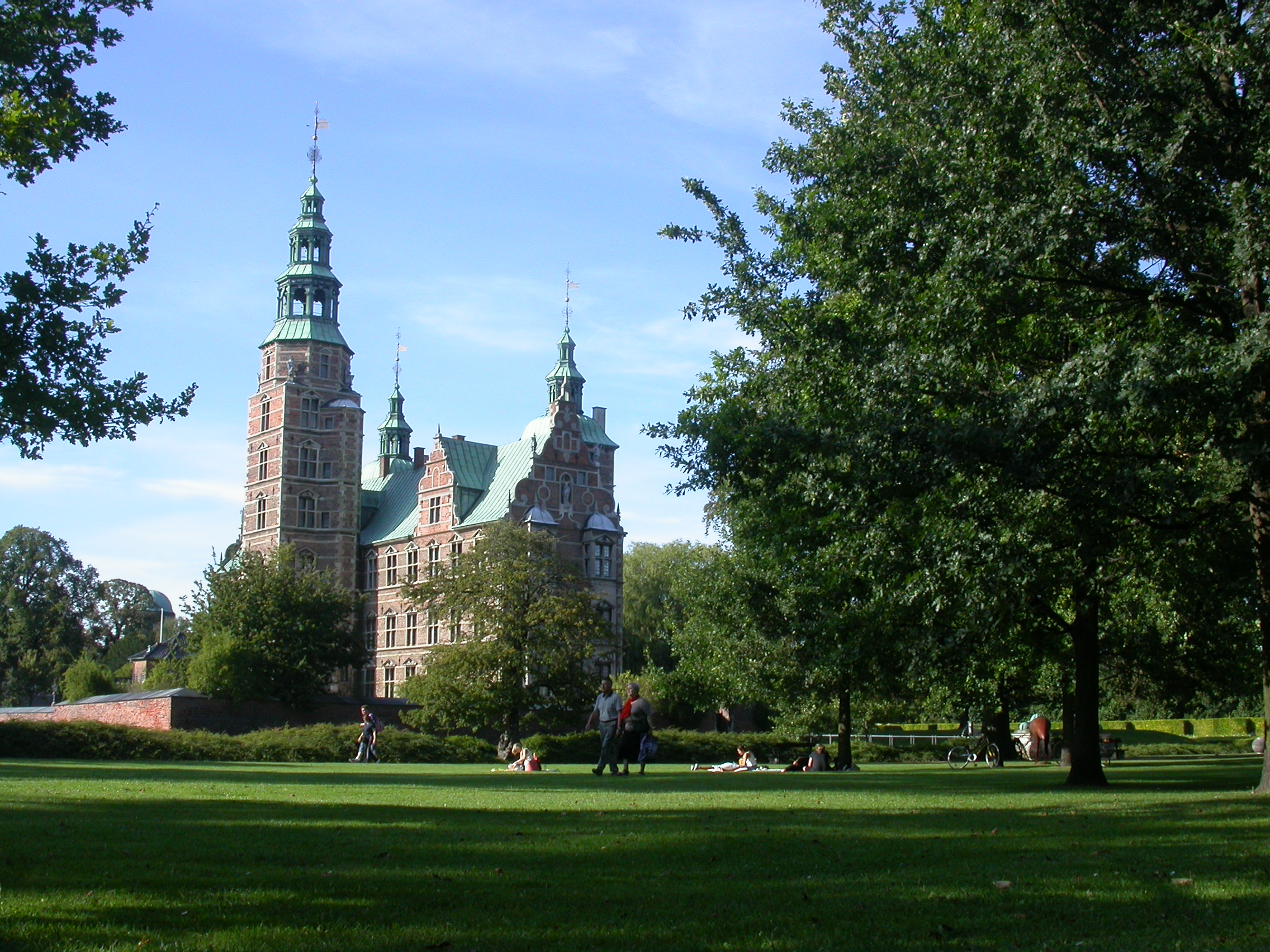
Il castello cinto dal Parco
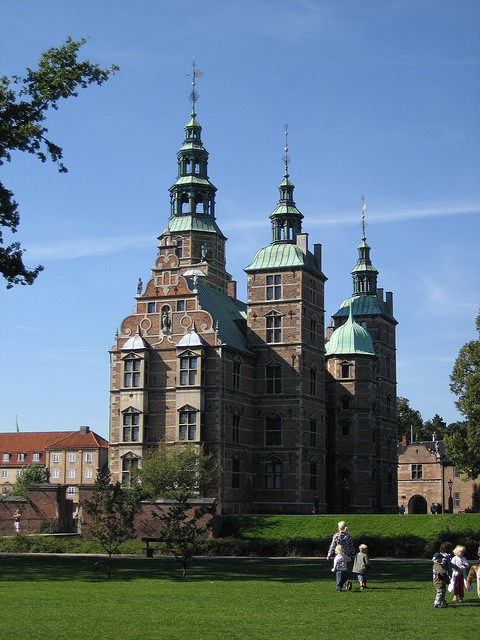
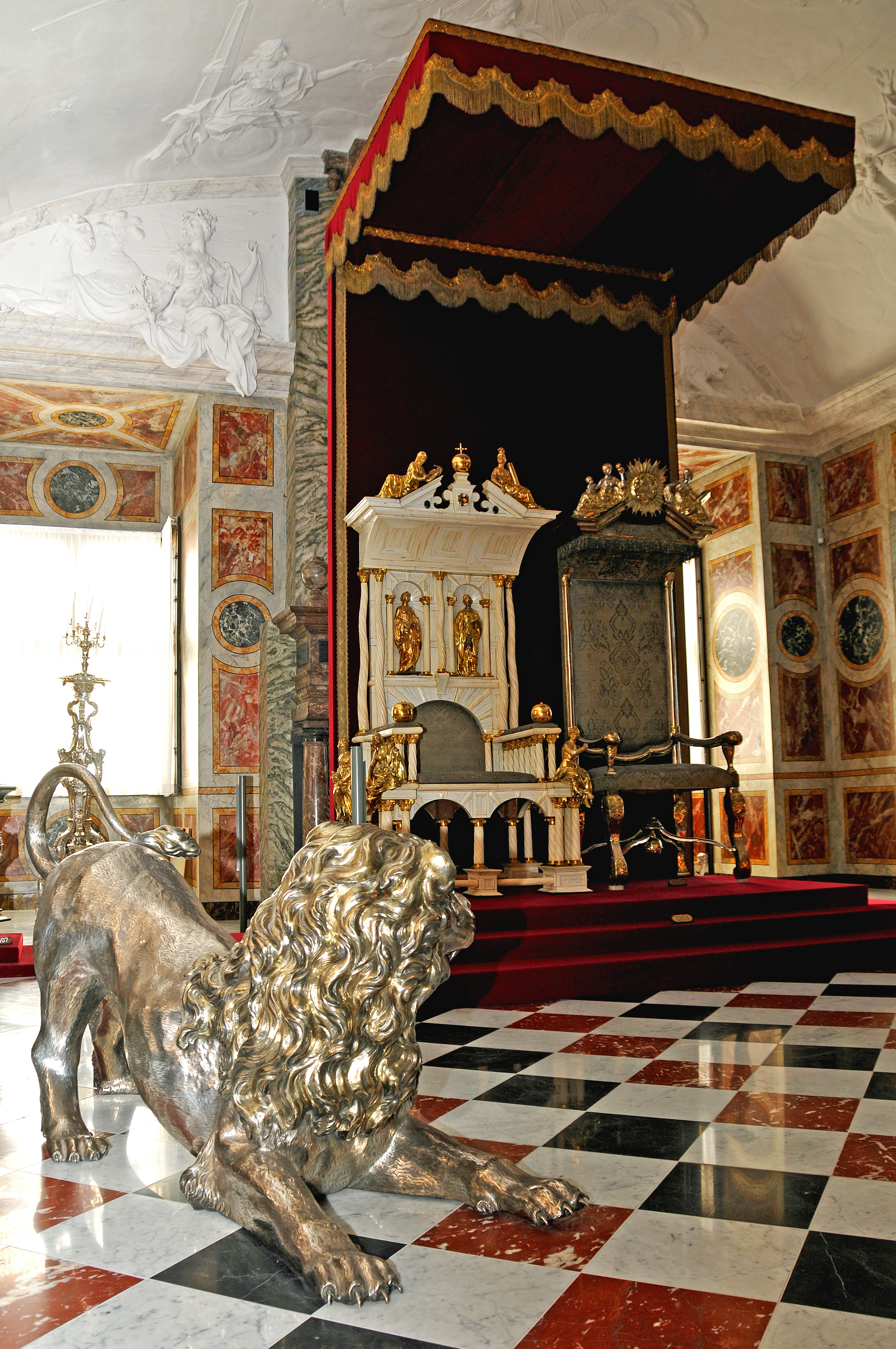
Il Trono reale
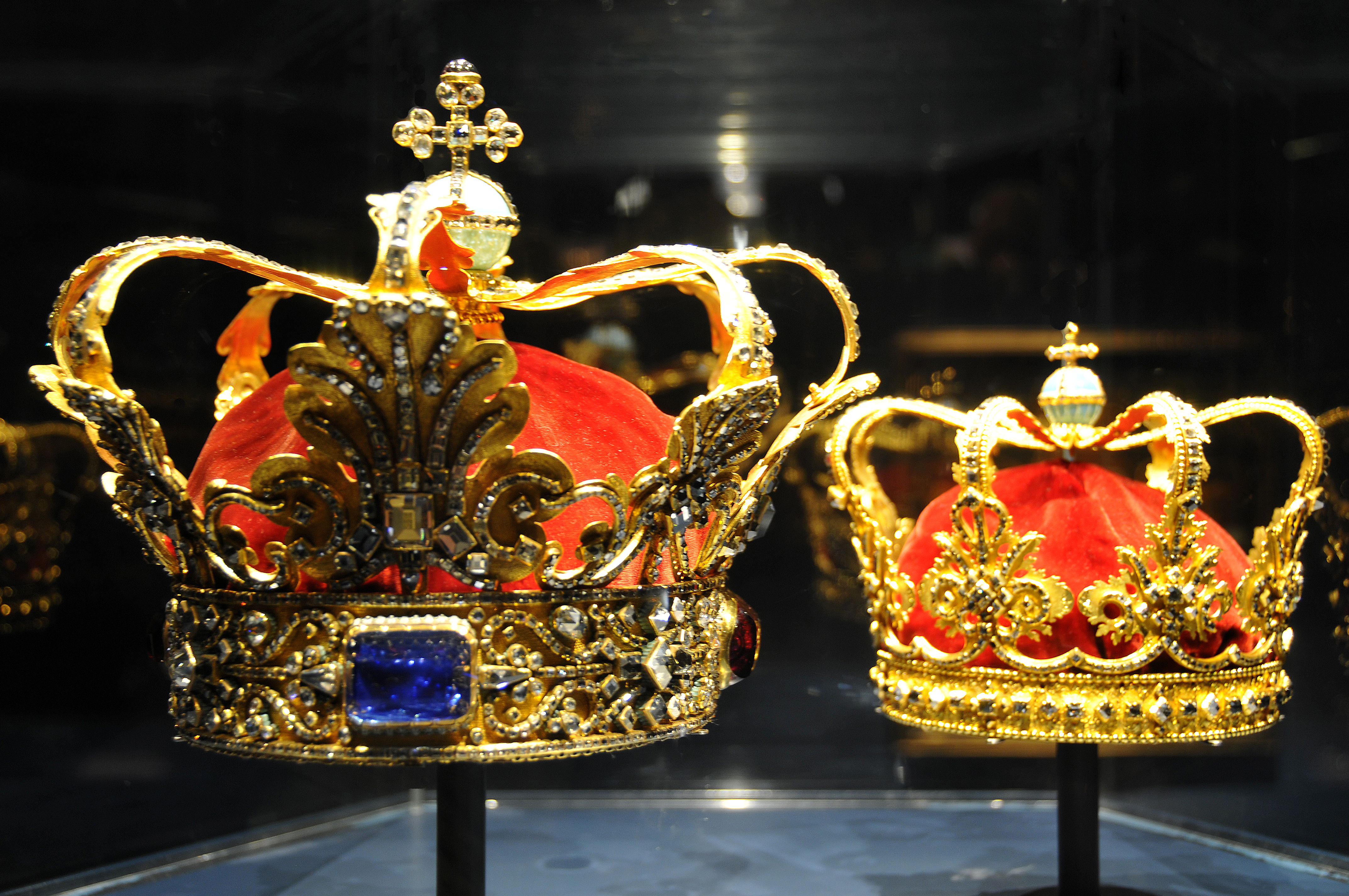
Corone delle Collezioni reali.